# Derry (Nou Hampshire)
Derry és una població dels Estats Units a l'estat de Nou Hampshire. Segons el cens del 2007 tenia 33.995 habitants.

## Demografia
Segons el cens del 2000, Derry tenia 34.021 habitants, 12.327 habitatges, i 8.789 famílies. La densitat de població era de 367 habitants per km².
Dels 12.327 habitatges en un 42,6% hi vivien nens de menys de 18 anys, en un 56,4% hi vivien parelles casades, en un 0% dones solteres, i en un 28,7% no eren unitats familiars. En el 21,6% dels habitatges hi vivien persones soles el 4,9% de les quals corresponia a persones de 65 anys o més que vivien soles. El nombre mitjà de persones vivint en cada habitatge era de 2,74 i el nombre mitjà de persones que vivien en cada família era de 3,24.
Per edats la població es repartia de la següent manera: un 30,1% tenia menys de 18 anys, un 7,4% entre 18 i 24, un 35,5% entre 25 i 44, un 20,7% de 45 a 60 i un 6,2% 65 anys o més.
L'edat mediana era de 34 anys. Per cada 100 dones de 18 o més anys hi havia 96,6 homes.
La renda mediana per habitatge era de 54.634$ i la renda mediana per família de 61.625$. Els homes tenien una renda mediana de 41.271$ mentre que les dones 30.108$. La renda per capita de la població era de 22.315$. Entorn del 3,3% de les famílies i el 4,6% de la població estaven per davall del llindar de pobresa.

## Poblacions més properes
El següent diagrama mostra les poblacions més properes.